# Luís Gruder
Luís Gruder (Alemanha) foi um litógrafo e desenhista que morava no Brasil a serviço da gráfica Casa Laemmert & Co. É o autor do desenho do Brasão de armas do Brasil; desenhista de marcas para o Almanaque Laemmert. A fonte não contempla o lugar da Alemanha onde ele nasceu.
Gruder, como aponta Arthur Luponi, é autor da execução do desenho, pois o autor heráldico do símbolo foi o engenheiro Artur Zauer:
| “ | Luís Grüder foi apenas o executor do desenho, pois o verdadeiro autor [Artur Sauer] era um homem culto, engenheiro formado na Alemanha, de cujo exército foi oficial, tornando-se depois cidadão brasileiro por haver-se casado com brasileira nata e ter um filho também brasileiro nato. | ” |